# Cuộc chiến không gian
Cuộc chiến không gian (tựa gốc tiếng Anh: For All Mankind) là một series phim chính kịch truyền hình thể loại khoa học viễn tưởng của Mỹ do Ronald D. Moore, Matt Wolpert, và Ben Nedivi sản xuất cho Apple TV+. Loạt phim kịch tính hóa một lịch sử thay thế mô tả "thế giới sẽ ra sao nếu cuộc chạy đua vào không gian chưa bao giờ kết thúc" sau khi Liên Xô thành công trong việc đổ bộ lên Mặt Trăng có phi hành đoàn đầu tiên trước Hoa Kỳ. Tiêu đề phim được lấy cảm hứng từ tấm bảng do phi hành đoàn Apollo 11 để lại trên Mặt Trăng, một phần có nội dung "We Came in Peace for All Mankind" ("Chúng tôi đến trong hòa bình cho toàn thể nhân loại").
Phim có sự tham gia của dàn diễn viên gồm Joel Kinnaman, Michael Dorman, Sarah Jones, Shantel VanSanten, Jodi Balfour, Wrenn Schmidt, Sonya Walger, và Krys Marshall. Cynthy Wu, Casey W. Johnson, và Coral Peña gia nhập dàn diễn viên chính từ mùa hai, và Edi Gathegi góp mặt từ mùa thứ ba. Loạt phim có những nhân vật lịch sử (do diễn viên thủ vai hoặc xuất hiện qua các đoạn phim lưu trữ) bao gồm các phi hành gia Apollo 11 Neil Armstrong, Buzz Aldrin và Michael Collins, phi hành gia nhóm Mercury Seven Deke Slayton, nhà khoa học tên lửa Wernher von Braun, phi hành gia Sally Ride, trưởng quản lý NASA Thomas Paine, giám đốc điều hành bay NASA Gene Kranz, Thượng nghị sĩ Hoa Kỳ Ted Kennedy và Gary Hart, cùng với các Tổng thống Mỹ Richard Nixon, Jimmy Carter, Ronald Reagan, George H. W. Bush và Bill Clinton.
Cuộc chiến không gian phát sóng lần đầu vào ngày 1 tháng 11 năm 2019. Phần thứ hai của loạt phim được giới phê bình đánh giá cao và nhận về đề cử Giải TCA cho Thành tựu xuất sắc trong lĩnh vực phim truyền hình. Vào tháng 7 năm 2022, phần thứ tư của loạt phim bắt đầu được sản xuất, và đã khởi chiếu vào ngày 10 tháng 11 năm 2023. Theo kế hoạch của các biên kịch, Cuộc chiến không gian sẽ có tổng cộng 7 mùa.

## Giới thiệu chung
Ở một dòng thời gian khác vào năm 1969, phi hành gia Liên Xô Aleksey Leonov trở thành người đầu tiên hạ cánh xuống Mặt Trăng. Kết quả này gây nên sự suy sụp tinh thần tại NASA nhưng đồng thời cũng thúc đẩy cho các nỗ lực của Hoa Kỳ nhằm bắt kịp đối thủ. Với việc Liên Xô nhấn mạnh sự đa dạng bằng cách đưa phụ nữ vào các cuộc đổ bộ tiếp theo, Hoa Kỳ buộc phải bắt kịp tốc độ bằng cách đào tạo phụ nữ và các nhóm thiểu số, những người phần lớn bị loại khỏi các chương trình không gian của Hoa Kỳ ở những thập niên ban đầu. Mỗi phần phim diễn ra tiếp nối sau 10 năm, với phần hai diễn ra vào những năm 1980, phần ba diễn ra vào những năm 1990, và phần bốn diễn ra vào những năm 2000.
Ronald D. Moore đã giải thích lịch sử trong thực tế khác với loạt phim như thế nào: "Sergei Korolev là cha đẻ của chương trình vũ trụ Liên Xô; trên thực tế, ông đã qua đời trong một chiến dịch ở Moskva (năm 1966) ... Và sau thời điểm đó, chương trình Mặt Trăng của họ thực sự không bao giờ kết hợp được với nhau... Điểm khác biệt của chúng tôi là Korolev vẫn còn sống, ... và ông đã hiện thực hóa chương trình hạ cánh xuống Mặt Trăng của họ."

## Dàn diễn viên và nhân vật
- Joel Kinnaman trong vai Edward "Ed" Baldwin, một trong những phi hành gia hàng đầu của NASA, hình mẫu ban đầu của ông dựa trên chỉ huy Apollo 10 Thomas P. Stafford[8]
- Michael Dorman trong vai Gordon "Gordo" Stevens (mùa 1–2), một phi hành gia và là bạn thân của Ed, dựa trên phi công mô-đun Mặt Trăng của Apollo 10 Gene Cernan[8]
- Sarah Jones trong vai Tracy Stevens (mùa 1–2), vợ của Gordo, người sau này cũng trở thành phi hành gia với tư cách là một trong "những phụ nữ của Nixon"
- Shantel VanSanten trong vai Karen Baldwin (mùa 1–3; khách mời trong mùa 4), vợ của Ed, người sau này sở hữu quán rượu Outpost và sau đó trở thành người đứng đầu Helios Aerospace
- Jodi Balfour trong vai Ellen Wilson (nhũ danh Waverly) (mùa 1–3; khách mời trong mùa 4),[9] một phi hành gia và cũng là thành viên "những phụ nữ của Nixon", về sau cô trở thành trưởng quản lý NASA, thượng nghị sĩ và cuối cùng là tổng thống Hoa Kỳ sau cuộc bầu cử năm 1992.
- Wrenn Schmidt trong vai Margo Madison, một kỹ sư của NASA được cố vấn bởi Wernher von Braun, lấy cảm hứng từ Margaret Hamilton[10]
- Sonya Walger trong vai Molly Cobb (mùa 2–3; nhân vật định kỳ trong mùa 1), một phi hành gia và là thành viên "những phụ nữ của Nixon", dựa trên Jerrie Cobb
- Krys Marshall trong vai Danielle Poole (mùa 2–nay; nhân vật định kỳ trong mùa 1), một phi hành gia và là thành viên "những phụ nữ của Nixon"
- Cynthy Wu trong vai Kelly Baldwin (nhũ danh Nguyễn Thị Hạnh) (mùa 2–nay), một nhà khoa học và là con gái nuôi của Ed và Karen
- Casey W. Johnson trong vai Danny Stevens (mùa 2–3; khách mời trong mùa 4), một phi hành gia và là con trai của Gordo và Tracy
  - Jason David và Mason Thames trong vai Danny Stevens lúc nhỏ (nhân vật định kỳ trong mùa 1)
- Coral Peña trong vai Aleida Rosales (mùa 2–nay), một cô gái nhập cư không giấy tờ có niềm đam mê với không gian và sau đó được Margo hỗ trợ
  - Olivia Trujillo trong vai Aleida Rosales lúc nhỏ (nhân vật định kỳ trong mùa 1)
- Edi Gathegi trong vai Dev Ayesa (mùa 3–nay), người sáng lập Helios Aerospace, một công ty không gian tư nhân với mục tiêu hạ cánh xuống Sao Hỏa trước NASA và Liên Xô
- Toby Kebbell trong vai Miles Dale (mùa 4), một cựu công nhân giàn khoan dầu ngoài khơi theo đuổi cơ hội việc làm mới trên Sao Hỏa
- Tyner Rushing trong vai Samantha Massey (mùa 4), một công nhân trên thuộc địa Sao Hỏa
- Svetlana Efremova trong vai Irina Morozova (mùa 4), một quan chức cấp cao của Liên Xô
- Daniel Stern trong vai Eli Hobson (mùa 4), trưởng quản lý mới của NASA

## Danh sách tập phim
| Mùa | Mùa | Số tập | Số tập | Phát hành gốc        | Phát hành gốc        |
| Mùa | Mùa | Số tập | Số tập | Phát hành lần đầu    | Phát hành lần cuối   |
| --- | --- | ------ | ------ | -------------------- | -------------------- |
|     | 1   | 10     | 10     | 1 tháng 11 năm 2019  | 20 tháng 12 năm 2019 |
|     | 2   | 10     | 10     | 19 tháng 2 năm 2021  | 23 tháng 4 năm 2021  |
|     | 3   | 10     | 10     | 10 tháng 6 năm 2022  | 12 tháng 8 năm 2022  |
|     | 4   | 10     | 10     | 10 tháng 11 năm 2023 | 12 tháng 1 năm 2024  |

### Mùa 1 (2019)
| TT. tổng thể | TT. trong mùa phim | Tiêu đề                  | Đạo diễn             | Biên kịch                                                                           | Ngày phát sóng gốc   |
| --- | ------------------ | ------------------------ | -------------------- | ----------------------------------------------------------------------------------- | -------------------- |
| 1 | 1                  | "Mặt Trăng đỏ"           | Seth Gordon          | Cốt truyện : Ronald D. Moore & Matt Wolpert & Ben Nedivi Kịch bản : Ronald D. Moore | 1 tháng 11 năm 2019  |
| Phi hành gia Liên Xô Aleksey Leonov trở thành người đầu tiên đáp xuống Mặt Trăng vào tháng 6 năm 1969, khiến NASA phải gấp rút trong chương trình hạ cánh xuống Mặt Trăng của Hoa Kỳ. Trong khi xả hơi với bạn bè ở quán bar sau cuộc hạ cánh, phi hành gia Edward Baldwin trong lúc say đã tiết lộ với một phóng viên rằng NASA đã có thể nỗ lực hơn để trở thành bên đầu tiên đưa người lên Mặt Trăng. Baldwin bị giám đốc NASA Wernher von Braun gạch tên khỏi nhiệm vụ bay sau khi bình luận của anh được công khai. Một tháng sau, khi căng thẳng gia tăng, Apollo 11 hạ cánh xuống Mặt Trăng và mất liên lạc với NASA, nhưng sau hơn bốn giờ, Armstrong và Aldrin thiết lập lại liên lạc và thông báo rằng họ đã sống sót sau vụ tai nạn, mặc dù mô-đun Mặt Trăng của họ bị nghiêng ở trạng thái bấp bênh. Sau khi hạ cánh thành công, Baldwin hy vọng sẽ được trở lại làm phi hành gia trên Apollo 15 và gia đình của Gordo cũng theo dõi buổi phóng trong một bữa tiệc. Trong khi đó, một gia đình Mexico đang lắng nghe vụ phóng qua radio đã vượt biên trái phép vào Hoa Kỳ.                                                    |                    |                          |                      |                                                                                     |                      |
| 2 | 2                  | "Người chế tạo Saturn V" | Seth Gordon          | Matt Wolpert & Ben Nedivi                                                           | 1 tháng 11 năm 2019  |
| Sau khi cất cánh đầy khó khăn do suýt va chạm trong lúc đáp xuống, phi hành đoàn của Apollo 11 đã trở về thành công từ Mặt Trăng. Giám đốc Wernher von Braun phản đối chỉ thị xây dựng căn cứ quân sự trên Mặt Trăng của Tổng thống Nixon. Đại diện Sandman nói với Baldwin rằng nếu anh ta công khai chỉ trích von Braun về việc hủy bỏ hạ cánh Apollo 10, Nixon sẽ khôi phục cho anh làm phi hành gia trên Apollo 15. Thay vào đó, anh lại khiến Sandman bối rối và tức giận khi bảo vệ von Braun, nhưng người của Nixon đã lợi dụng mối liên hệ trong quá khứ của ông với chế độ Đức Quốc xã để loại bỏ ông khỏi chức vụ Phó Quản lý liên kết Kế hoạch. Margo chất vấn von Braun về quá khứ của ông, và việc ông vẫn bảo vệ lựa chọn của mình đã khiến cô rất thất vọng. Deke Slayton vẫn phục hồi cho Baldwin làm chỉ huy của Apollo 15 mặc dù anh đã không làm theo điều Sandman muốn. Khi sứ mệnh Apollo 12 khởi động, Liên Xô đưa thành công người phụ nữ đầu tiên lên Mặt Trăng trước sự sửng sốt của mọi người trong bộ phận điều khiển bay.                                                                                     |                    |                          |                      |                                                                                     |                      |
| 3 | 3                  | "Những phụ nữ của Nixon" | Allen Coulter        | Nichole Beattie                                                                     | 1 tháng 11 năm 2019  |
| Áp lực mạnh mẽ từ dư luận sau cuộc đổ bộ Mặt Trăng của Liên Xô đã khiến Deke Slayton phải tuyển chọn ra các phi hành gia nữ. Một quá trình loại trừ đã giảm số lượng ban đầu từ 20 "ứng cử viên phi hành gia" (cách gọi không chính thức là "ASCAN") xuống chỉ còn 5, gồm có Tracy Stevens (vợ của Gordo Stevens), hai thành viên cuối cùng của Mercury 13 Molly Cobb và Patty Doyle, một phụ nữ da đen làm công việc tính toán cho NASA tên Danielle Poole, và Ellen Waverly. Tàu thăm dò của NASA tìm thấy nước trên Mặt Trăng, chỉ ra nơi để đặt căn cứ của Mỹ trên vệ tinh này. Trong một buổi tập đường trường dài 20 dặm, Tracy hỗ trợ Ellen đang bị thương và giúp cô về đích trước nguy cơ không thể tự mình hoàn thành. Sau đó, các ứng viên được thực hành lái mô phỏng việc hạ cánh bằng Phương tiện huấn luyện Đổ bộ Mặt Trăng. Khi đang lái xe ra khỏi thành phố, Gordo phát hiện khói và quay trở lại căn cứ NASA, nơi anh gặp lại Tracy và được tiết lộ rằng Patty Doyle đã chết trong một vụ tai nạn. |                    |                          |                      |                                                                                     |                      |
| 4 | 4                  | "Phi hành đoàn ưu tú"    | Allen Coulter        | Naren Shankar                                                                       | 8 tháng 11 năm 2019  |
| Các nhà khoa học NASA phát hiện có thể có những mảng băng, với khả năng làm nhiên liệu tên lửa, trên Mặt Trăng. Một sứ mệnh của Liên Xô gặp trục trặc và rơi xuống Mặt Trăng, giết chết một phi hành gia. Thiết bị mà họ sử dụng dường như là để giúp thiết lập căn cứ trên Mặt Trăng gần nguồn nước đóng băng. Điều này thúc đẩy NASA đẩy nhanh kế hoạch của riêng họ. Cuộc bầu cử tổng thống năm 1972 đang đến gần và Ted Kennedy là ứng cử viên hàng đầu cho lựa chọn của đảng Dân chủ. Chiến tranh Việt Nam kết thúc. Deke Slayton thực hiện thay đổi đối với phi hành đoàn Apollo 15 bằng việc thay Gordo Stevens thành Molly Cobb. Stevens tự hỏi mình đã làm gì sai và thú nhận với Tracy, nhưng anh vẫn muốn ăn mừng thành tích của cô. Trong khi huấn luyện cho vụ phóng Apollo 15, Molly khó chịu với sự phân biệt giới tính của Ed và một thành viên phi hành đoàn khác, còn Ed thì không đồng tình với sự khoe khoang của Molly. Dù bị nghi ngờ nhưng Molly vẫn thể hiện suôn sẻ trong phi vụ phóng. |                    |                          |                      |                                                                                     |                      |
| 5 | 5                  | "Đi vào vực thẳm"        | Sergio Mimica-Gezzan | David Weddle & Bradley Thompson                                                     | 15 tháng 11 năm 2019 |
| Phi hành đoàn Apollo 15 mạo hiểm thay đổi địa điểm hạ cánh đến gần miệng núi lửa Shackleton, một nơi đầy hứa hẹn để tìm kiếm nguồn nước cần thiết cho các nỗ lực thuộc địa hóa Mặt Trăng. Sau hai ngày tìm kiếm trên bề mặt mà không có kết quả, Molly tình nguyện đi xuống miệng núi lửa. Cô tìm thấy băng, và họ trở về nhà trong niềm hân hoan. Chồng của Danielle quay về sau cuộc chiến ở Việt Nam, và họ xảy ra tranh cãi với Gordo Stevens, kết thúc bằng việc Danielle cảnh báo Gordo tránh xa. Sau cuộc hội thoại căng thẳng ban đầu, Karen và Wayne, chồng của Molly, tâm sự với nhau về những nỗi sợ hãi vô hình. Tập phim kết thúc với cảnh Jamestown hạ cánh hai năm sau vào ngày 12 tháng 10 năm 1973, hình thành căn cứ Mặt Trăng đầu tiên của NASA. |                    |                          |                      |                                                                                     |                      |
| 6 | 6                  | "Lại trở về nhà"         | Sergio Mimica-Gezzan | Stephanie Shannon                                                                   | 22 tháng 11 năm 2019 |
| Đến ngày 24 tháng 8 năm 1974, căn cứ Jamestown có tổng cộng ba người là Edward Baldwin, Gordo Stevens và Danielle Poole. Tu chính án về Quyền bình đẳng được phê chuẩn như một bản sửa đổi Hiến pháp xuất phát từ chiến dịch tranh cử của Tổng thống Ted Kennedy. Apollo 23 nổ tung trên bệ phóng, giết chết 11 thành viên đội mặt đất và Gene Kranz, giám đốc mới của Trung tâm vũ trụ Johnson. 60 ngày sau, Liên Xô tuyên bố thành lập căn cứ Mặt Trăng Zvezda, nằm cách Jamestown 8 dặm (13 km). Margo để ý thấy Aleida đang làm bài tập toán. Cuộc điều tra của FBI về Apollo 23 tập trung vào đời sống cá nhân của Ellen và Larry. Margo đến thăm von Braun, người nói với cô rằng cha cô đã làm việc trong Dự án Manhattan. Ông nói với cô bằng chứng cho thấy các yếu tố chính trị đã gián tiếp gây ra thảm họa Apollo 23, mà Margo sau đó sử dụng để tống tiền NASA bằng chức vụ giám đốc điều hành chuyến bay. Richard Nixon được Tổng thống Kennedy ân xá vì vụ bê bối Watergate. Gordo nhìn thấy một số đèn nhấp nháy màu đỏ không rõ nguyên nhân gần căn cứ Jamestown.                                                        |                    |                          |                      |                                                                                     |                      |
| 7 | 7                  | "Chào Bob"               | Meera Menon          | Ronald D. Moore                                                                     | 28 tháng 11 năm 2019 |
| NASA đã thay thế bộ phận gây ra vụ tai nạn Apollo 23, nhưng sứ mệnh cứu trợ Apollo 24 liên tục bị trì hoãn vì nhiều lý do khác nhau liên quan đến việc sản xuất và chế tạo sai trái tên lửa Saturn V. Gordo bắt đầu gặp các vấn đề về sức khỏe tâm thần do bị cô lập kéo dài. Ed quyết định rằng Gordo nên được sơ tán trở lại Trái Đất cùng với Danielle, mặc dù điều này đồng nghĩa với việc Gordo sẽ bị cấm bay. Danielle cố tình làm gãy tay mình nhằm kiếm cớ để Gordo đưa cô về Trái Đất mà không tiết lộ vấn đề tâm lý của anh. Chồng của Danielle không thể kiếm được việc làm. Sau những màn thẩm vấn gay gắt của FBI, Ellen và Larry quyết định kết hôn để tránh một vụ bê bối đồng tính tiềm ẩn, mặc dù Pam, người yêu của Ellen, nói với cô rằng mối quan hệ của họ sẽ chấm dứt nếu cô chấp nhận lời cầu hôn. Shane, con trai của Ed, bắt đầu gặp rắc rối trong trường và sau đó ăn trộm đồ ở một cửa hàng địa phương. Trong lúc tranh cãi, Karen đã tát cậu bé, sau đó phạt bắt cậu ở nhà đến khi cô trở về. Bất mãn, Shane trở nên nổi loạn, cậu lẻn ra ngoài để tham gia một trận đấu bóng rổ và bị một chiếc xe đâm phải. |                    |                          |                      |                                                                                     |                      |
| 8 | 8                  | "Đổ vỡ"                  | Meera Menon          | Nichole Beattie                                                                     | 6 tháng 12 năm 2019  |
| Trở lại Trái Đất, Gordo đang lén lút gặp một bác sĩ tâm lý mà NASA không hề hay biết, và Danielle lo rằng việc anh sẵn sàng tiết lộ công khai sự thật cô đã tự làm gãy tay mình sẽ khiến cả hai bị cấm bay. Vụ tai nạn xe khiến Shane bị chết não. Karen điên cuồng nuôi hy vọng và quyết định không nói với Ed về điều đó. Ed được yêu cầu do thám căn cứ của Liên Xô, và sau đó phát hiện ra một camera của đối phương đang ghi lại cảnh anh làm việc bên trong miệng núi lửa. Liên Xô gửi cho Ed một tin nhắn chia buồn, khiến anh bối rối và đã phá hủy chiếc camera của họ. Sau khi chấp nhận rằng Shane không còn khả năng cứu chữa, Karen tháo máy hô hấp nhân tạo của cậu và tiết lộ với Ed rằng Shane đã chết. Aleida được cấp học bổng cho chương trình toán và vật lý, nhưng cô cân nhắc việc trì hoãn học bổng vì không muốn rời xa bạn bè và bạn trai mới. |                    |                          |                      |                                                                                     |                      |
| 9 | 9                  | "Diều hâu gãy cánh"      | John Dahl            | David Weddle & Bradley Thompson                                                     | 13 tháng 12 năm 2019 |
| Karen chật vật đương đầu với cái chết của Shane nhưng tìm thấy niềm an ủi nơi Wayne. Apollo 24 gặp trục trặc kỹ thuật khi đang ở trên quỹ đạo nên không thể quá cảnh đến Mặt Trăng. Apollo 25 (cùng Dennis, Tracy và Molly) nhanh chóng được phóng để sửa chữa Apollo 24, nhưng ngay sau khi được khắc phục, động cơ của Apollo 24 đốt cháy sớm, thiêu rụi Harrison Liu trong khi để Molly trôi dạt. Trên Apollo 24, Ellen bị bất tỉnh và tình trạng của Deke không được xác định vì anh ta bị trói buộc bên ngoài tàu vũ trụ. Molly được giải cứu, nhưng vụ tai nạn đã dẫn đến sự thay đổi quỹ đạo khiến Apollo 24 chệch hướng khỏi Mặt Trăng và bay vào không gian sâu thẳm. Căng thẳng leo thang giữa các nhà thám hiểm Mặt Trăng hai nước, và Liên Xô điều tra mỏ Mặt Trăng của Hoa Kỳ. Octavio (cha của Aleida) bị phát hiện là người nhập cư bất hợp pháp và bị chính quyền bắt giữ. Sau đó, do không có đủ oxy để trở về căn cứ, một phi hành gia Liên Xô đã cầu cứu tại Jamestown. Ed mời anh ta vào, nhưng lại giảm áp suất chốt gió sau khi phi hành gia cởi bỏ bộ đồ vũ trụ.                                                   |                    |                          |                      |                                                                                     |                      |
| 10 | 10                 | "Thành phố trên đồi"     | John Dahl            | Matt Wolpert & Ben Nedivi                                                           | 20 tháng 12 năm 2019 |
| Aleida xin ở nhờ nhà Margo nhưng bị cô từ chối. Trong khi đó ở ngoài vũ trụ, tầng S-IVB của Apollo 24 đốt cháy đến cạn kiệt khiến tàu vũ trụ đi chệch hướng. Ed thẩm vấn phi hành gia Liên Xô, người vẫn còn sống nhưng hiện đang bị anh giam giữ. NASA cố gắng nối lại liên lạc với Apollo 24. Ellen tỉnh dậy và di chuyển tới Deke đang bị một vết thương đâm thủng. Họ thực hiện đốt cháy bằng cách sử dụng động cơ mô-đun dịch vụ để điều chỉnh lại hướng đi, nhưng nguồn nhiên liệu của họ đã cạn kiệt trước khi quá trình này hoàn tất. Ed phóng LSAM với sự giúp đỡ của phi hành gia Liên Xô để thực hiện giải cứu Apollo 24 và đưa con tàu vào quỹ đạo Mặt Trăng. Không may, con tàu đang rơi xuống khiến Ed gần như không thể ghép nối. Do đó, Ellen gợi ý Ed ném bình nhiên liệu sang Apollo 24. Dù cú ném hơi cao nhưng Ellen vẫn chụp được. Nhiệm vụ giải cứu hoàn thành nhưng Deke đã qua đời vì vết thương. Trong cảnh hậu danh đề năm 1983, Ed và Karen thảo luận về bản tin trực tiếp vụ phóng tên lửa Sea Dragon từ Nam Thái Bình Dương mang theo plutoni để mở rộng thuộc địa Jamestown.                                |                    |                          |                      |                                                                                     |                      |

### Mùa 2 (2021)
| TT. tổng thể | TT. trong mùa phim | Tiêu đề                     | Đạo diễn             | Biên kịch                       | Ngày phát sóng gốc  |
| --- | ------------------ | --------------------------- | -------------------- | ------------------------------- | ------------------- |
| 11 | 1                  | "Mọi điều nhỏ nhặt"         | Michael Morris       | Ronald D. Moore                 | 19 tháng 2 năm 2021 |
| Gần một thập kỷ sau, vào năm 1983, Jamestown đã được mở rộng để chứa nhiều phi hành gia và trang thiết bị hơn. Tổng thống đương nhiệm là Ronald Reagan sau cuộc bầu cử năm 1976 và tái đắc cử năm 1980. Ed là trưởng Văn phòng Phi hành gia, Karen điều hành quán Outpost, họ nhận nuôi một cô con gái tên Kelly, hiện làm việc cùng Karen. Trên Jamestown, Ellen mong muốn được trao trả chức lãnh đạo căn cứ và quay về nhà. Dưới mặt đất, Tracy tuyên bố kết hôn với nhà tài phiệt Sam Cleveland trong chương trình The Tonight Show. Tại NASA, một lóe Mặt Trời khổng lồ và một cơn bão từ tốc độ cao gây ra sự cố ở Trái Đất, trên Skylab và tại Jamestown. Không có sự bảo vệ của từ trường và khí quyển Trái Đất, các phi hành gia buộc phải tìm nơi trú ẩn đợi cơn bão qua đi. Trong khi phần lớn mọi người đều đã an toàn, Molly và đồng nghiệp Wubbo Ockels vẫn còn ở trên bề mặt Mặt Trăng. Cô tìm chỗ trú trong một ống dung nham nhưng khi thấy Wubbo bị lật xe tự hành gần đó, cô đã đi ra ngoài để giải cứu anh. Hai người sau đó quay lại được ống dung nham nhưng đã bị phơi nhiễm bức xạ nặng nề. |                    |                             |                      |                                 |                     |
| 12 | 2                  | "Giai đoạn nguy khốn"       | Michael Morris       | Matt Wolpert & Ben Nedivi       | 26 tháng 2 năm 2021 |
| Molly nói dối Ellen về việc cô đã ra ngoài để cứu Wubbo, nhưng Ellen vẫn cẩn thận đưa cả hai người trở về Trái Đất cùng mình. Xuống mặt đất, họ được chào đón như những người hùng nhưng Molly đã bị ảnh hưởng nặng nề do tiếp xúc với bức xạ độc hại. Ellen bắt đầu đảm nhiệm vị trí phó quản lý NASA và cố gắng chống lại những lời kêu gọi cắt tài trợ chương trình Sao Hỏa, trong khi Margo lên kế hoạch cho một dự án Apollo-Soyuz hợp tác giữa Hoa Kỳ và Liên Xô nhằm xuống thang căng thẳng nhưng cũng có rủi ro làm lộ bí mật công nghệ của NASA. Trong khi đó, Kelly tìm hiểu về học viện hải quân Annapolis. Danielle ngỏ ý muốn quay lại Mặt Trăng trong một cuộc gặp gỡ với những phi hành gia Jamestown tiên phong Ed và Gordo. Sau khi đoàn tụ gia đình, việc Gordo uống rượu quá độ buộc Karen phải gọi Ed xuống quán Outpost để can thiệp. Khi dẫn bạn mình về nhà, Gordo trong cơn say thú nhận với Ed rằng anh cảm thấy mình đã bỏ lại một phần của bản thân trên Mặt Trăng; anh cảm thấy lạc lõng và giống như một nỗi xấu hổ đối với các con của mình. Ed chỉ định Danielle và Gordo cho sứ mệnh Mặt Trăng tiếp theo. |                    |                             |                      |                                 |                     |
| 13 | 3                  | "Quy tắc tham chiến"        | Andrew Stanton       | Stephanie Shannon               | 5 tháng 3 năm 2021  |
| Người Mỹ lên kế hoạch đưa súng lên Mặt Trăng để giành lại địa điểm khai thác từ tay Liên Xô sau khi Ed nhận ra họ đã cài đặt thiết bị nghe lén vào căn cứ 10 năm trước. Margo cố gắng hòa giải với Aleida sau gần một thập kỷ bằng cách đề nghị cô làm kỹ sư hệ thống tại NASA sau khi biết được từ Davey, bạn trai của Aleida, rằng cô sẽ bị trục xuất nếu không thể kiếm được việc làm. Aleida từ chối nhận lời. Davey thuyết phục cô nhận công việc nhưng lại bị cô chia tay vì đã đi sau lưng mình. Cuộc chạy trốn của Tracy ở quán Outpost kết thúc bằng việc cô nhờ đến sự giúp đỡ của Gordo, khơi dậy mối thù của họ và điều này có thể ảnh hưởng ít nhiều đến việc chỉ định nhiệm vụ. Kelly nói rõ rằng mình muốn theo học tại Học viện Hải quân Annapolis. Karen chấp nhận điều này, nhưng Ed lại trở nên tức giận, anh không muốn mất Kelly như đã mất Shane. Sau cùng, họ nhận ra rằng cần phải để Kelly sống cuộc sống của riêng mình và cho phép cô gia nhập học viện. |                    |                             |                      |                                 |                     |
| 14 | 4                  | "Tàu Pathfinder"            | Andrew Stanton       | David Weddle & Bradley Thompson | 12 tháng 3 năm 2021 |
| Ed tự bổ nhiệm mình làm chỉ huy sứ mệnh cho tàu con thoi thế hệ tiếp theo Pathfinder chạy bằng năng lượng hạt nhân sau khi Karen khuyến khích anh quay lại vũ trụ vì Kelly sắp đến Annapolis. Ed yêu cầu Molly Cobb đảm nhận vị trí trưởng Văn phòng Phi hành gia của mình và cô chấp nhận. Danielle Poole đến thăm em dâu sau khi Clayton tự sát. Họ tranh cãi và Danielle nhận ra rằng mình đang bỏ lỡ nhiều cơ hội vì bản thân chỉ được tuyển chọn một cách tượng trưng để thể hiện sự bình đẳng giới. Cô đến gặp và yêu cầu Ed chỉ định mình làm chỉ huy sứ mệnh. Ít lâu sau, Ed được triệu tập đến buổi họp cuối cùng, và anh thông báo Danielle sẽ chỉ huy sứ mệnh giao lưu Apollo-Soyuz. Gordo lo lắng về nhiệm vụ sắp tới của mình, và bị hoảng loạn khi mũ bảo hiểm được cài lại trên bộ đồ du hành vũ trụ lúc thử đồ. Ed trấn an Gordo rằng anh đã sẵn sàng cho sứ mệnh trong một cuộc trò chuyện ngắn gọn trước khi cả hai phi hành gia bay đến mũi Canaveral. Trong lúc bay, Ed thách đấu Gordo một pha dogfight. Sau vài màn hành động mạo hiểm, động cơ máy bay của Ed bốc cháy khiến anh phải phóng xuống vịnh Mexico. |                    |                             |                      |                                 |                     |
| 15 | 5                  | "Gánh nặng"                 | Meera Menon          | Nichole Beattie & Joe Menosky   | 19 tháng 3 năm 2021 |
| Sau một đêm đau buồn khi nghe tin về tai nạn của Ed, Karen tránh né việc thảo luận về nó khi Ed về nhà an toàn. Ed và Gordon chỉ bị Molly cảnh cáo dù Margo và trưởng quản lý NASA Thomas Paine yêu cầu một hình phạt nghiêm khắc hơn. Sau màn tiếp đón vụng về trên căn cứ Jamestown, Tracy được giới thiệu về một nơi chưng cất ethanol bất hợp pháp khi đang tham quan. Chỉ mới nhận nhiệm vụ một tháng, tiếng ồn ở ống thông gió, cơn thèm thuốc lá và sự đơn điệu khiến Tracy phải tìm đến rượu và hút thuốc trong một chốt gió cũ. Lỗ thông hơi bị chặn gây ra báo động CO2 trên khắp căn cứ. Tracy tưởng chừng bị gửi về nhà nhưng đã được cho một cơ hội thứ hai với điều kiện phải chấm dứt việc được đối xử đặc biệt và phải nhận gấp đôi ca làm. Molly bắt đầu gặp vấn đề về thị giác. Aleida được chào đón một cách trịch thượng ở NASA với tư cách là kỹ sư tân binh của dự án Apollo-Soyuz. Ellen đến một buổi đọc thơ của Pam và, mặc dù ngạc nhiên khi biết Pam có bạn gái mới, cô vẫn nhận lời gặp nhau tại quán Outpost. Gordo chiến đấu để vượt qua hội chứng sợ không gian kín cũng như thể lực kém của mình. Một nhiệm vụ được triển khai trên Jamestown với súng cầm tay. |                    |                             |                      |                                 |                     |
| 16 | 6                  | "Những kế hoạch thận trọng" | Meera Menon          | Joe Menosky                     | 26 tháng 3 năm 2021 |
| Đoàn công tác Liên Xô bay đến Hoa Kỳ cho sứ mệnh Apollo-Soyuz, nhưng lại từ chối tất cả lời đề nghị của NASA, kể cả tên dự án. Những người mới đến ở Jamestown tập bắn súng trường và học lái LSAM. Nhà Baldwin quan sát vụ phóng tên lửa Sea Dragon qua TV, như đã được chiếu trước đó ở cuối mùa 1, và hồi tưởng lại về việc nhận nuôi Kelly. Kelly bắt đầu viết về bản thân để kiếm lấy cơ hội gia nhập Annapolis. Danielle cùng đồng nghiệp đưa hai phi hành gia Liên Xô (Orlov và Alexeev) đến quán Outpost, nơi họ bắt đầu trở nên thân thiết. Margo bảo Sergei đến gặp mình tại câu lạc bộ 11:59 và họ đã thảo luận về việc ghép nối hai tàu vũ trụ. Aleida lúc sau đã giúp hoàn thiện bản thiết kế. Ellen nói với Pam rằng mình yêu cô, và yêu cầu Larry ly hôn. Gordo nói với chồng mới của Tracy, Sam, rằng anh có ý định giành lại cô ấy. Danielle và đồng nghiệp hạ cánh ở Star City của Liên Xô. |                    |                             |                      |                                 |                     |
| 17 | 7                  | "Đừng tàn nhẫn"             | Dennie Gordon        | Nichole Beattie                 | 2 tháng 4 năm 2021  |
| Căng thẳng gia tăng giữa Hoa Kỳ và Liên Xô. Trước khi lên chuyến bay đến Hàn Quốc cùng Thomas Paine, Ellen nhận một cuộc gọi từ quán bar báo rằng bố cô bị đau tim. Cô tức tốc chạy đến bệnh viện nhưng bố cô đã bình phục. Cô kể với bố rằng mình đang nghĩ về việc rời khỏi NASA và tham gia vào việc kinh doanh của gia đình, khi đó cô nhận được cuộc gọi từ Nhà Trắng về một chiếc máy bay phản lực bị bắn hạ. Một chiếc phản lực của Liên Xô đã bắn vào chuyến bay 007 của Korean Air Lines và phá hủy nó, giết chết Paine cùng 268 người. Sau vụ tai nạn, Ellen được bổ nhiệm làm quyền giám đốc NASA. Margo cảnh báo Sergei về một công nghệ bị lỗi được Liên Xô sử dụng thông qua thông điệp mã hoá. Kelly điều tra về cha mẹ ruột của mình, và Karen bán lại quán Outpost cho chồng của Tracy trước khi hôn Danny và về nhà làm tình với Ed. Trên Mặt Trăng, Tracy và những người khác đã giành lại được địa điểm khai thác. |                    |                             |                      |                                 |                     |
| 18 | 8                  | "Chúc sức khoẻ"             | Dennie Gordon        | Ronald D. Moore                 | 9 tháng 4 năm 2021  |
| Tổng thống đề nghị Ellen làm người đứng đầu chính thức của NASA. Ellen gặp mâu thuẫn do đã nói với Pam rằng cô mới là người quan trọng hơn. Molly được chẩn đoán mắc bệnh tăng nhãn áp căng thẳng mức bình thường do tiếp xúc với bức xạ từ cơn bão Mặt Trời trước đó, đồng nghĩa với việc cô sẽ bị mù. Tàu Pathfinder được trang bị đầu đạn và phi hành đoàn thực hiện công việc kiểm thử vũ khí. Kelly tìm thấy bố ruột và chị gái cùng cha khác mẹ đang làm việc trong một nhà hàng, nhưng cô lại không tiết lộ danh tính của mình. Gordo đến Mặt Trăng và kể với Tracy sự thật chuyện Danielle làm gãy cánh tay. Tàu Buran được phát hiện có vấn đề về vòng chữ O giống tàu con thoi của Mỹ, và Margo với Sergei trở nên thân thiết hơn. Aleida làm Bill xấu hổ, anh từ chức và cô đến xin lỗi bằng việc tiết lộ về quá khứ của mình. Danny và Karen hôn nhau rồi làm tình, nhưng cô nói rằng đây chỉ là mối quan hệ qua đường. Lính Thủy quân lục chiến Hoa Kỳ trên mỏ Mặt Trăng phát hiện hai phi hành gia Liên Xô đang cài đặt một thiết bị. Do hiểu lầm, họ đã bắn chết một người và khiến người còn lại bị thương nặng. |                    |                             |                      |                                 |                     |
| 19 | 9                  | "Phân loại"                 | Sergio Mimica-Gezzan | Bradley Thompson & David Weddle | 16 tháng 4 năm 2021 |
| Để trả thù cho cái chết của phi hành gia, Liên Xô phóng tàu Buran lên Mặt Trăng, nơi nó có thể đe dọa căn cứ Jamestown và bất kỳ tàu vũ trụ nào đi đến đó. Đáp lại, NASA khởi động sứ mệnh Pathfinder trước thời hạn, kèm theo chỉ thị có thể "can thiệp" nếu cần thiết. Bất chấp căng thẳng, hai phương tiện phục vụ sứ mệnh Apollo-Soyuz vẫn được phóng. Karen thú nhận việc ngoại tình của mình với Ed và nói rằng cô muốn họ được tư vấn về hôn nhân. Molly và Wayne tranh luận về phương pháp điều trị thử nghiệm mà cô muốn áp dụng cho bệnh tăng nhãn áp của mình, nhưng cuối cùng cô lại quyết định không đi điều trị. Sau khi nhận ra bản thân chính là trở ngại cho sự nghiệp chính trị đầy hứa hẹn của Ellen, Pam nói với cô rằng mình đang quay lại với bạn gái cũ. Hai phi hành gia Liên Xô đến Jamestown để gặp người đồng đội bị thương vẫn còn đang nằm bất tỉnh. Họ thu thập lại thi thể của người đồng chí đã chết. Phi hành gia bị thương tỉnh dậy sau đó và khi được báo rằng mình đang ở Jamestown, anh liền nói ra mong muốn đào tẩu. Sau đó, phi hành đoàn Jamestown nhìn thấy một phi hành gia Liên Xô bắn một lỗ vào cửa sổ gây ra tình trạng giảm áp mất kiểm soát và cái chết của một thành viên căn cứ. Một số nhà du hành vũ trụ Liên Xô có vũ trang tiến vào Jamestown.                                                                                       |                    |                             |                      |                                 |                     |
| 20 | 10                 | "Sự u ám"                   | Sergio Mimica-Gezzan | Matt Wolpert & Ben Nedivi       | 23 tháng 4 năm 2021 |
| Trong bối cảnh căng thẳng gia tăng với Liên Xô, các phi hành đoàn Apollo và Soyuz liên tục bị yêu cầu trì hoãn việc ghép nối trước sự thất vọng của Danielle. Houston không hay biết rằng Liên Xô đã tấn công Jamestown. Gordo và Tracy trốn trong bếp, họ cố gắng gửi cho Houston một tín hiệu và Aleida đã nhận thấy. Lính thủy đánh bộ Mỹ và các phi hành gia Liên Xô tham gia vào một cuộc đọ súng, dẫn đến hai người tử vong mỗi bên và thiệt hại không thấy được đối với hệ thống làm mát của lò phản ứng hạt nhân Jamestown. Houston, Gordo và Tracy lên kế hoạch sửa chữa lò phản ứng từ bên ngoài bằng những bộ quần áo bảo vệ tạm thời được làm từ băng keo. Danielle không tuân theo mệnh lệnh từ bỏ nhiệm vụ Apollo-Soyuz của Houston, và những nhà du hành vũ trụ hai nước cuối cùng cũng bắt tay với nhau. Cử chỉ hữu nghị công khai này giúp xoa dịu căng thẳng hạt nhân trên Trái Đất. Trong khi đó, Pathfinder và Buran gần như phóng tên lửa vào nhau trên quỹ đạo Mặt Trăng, nhưng thay vào đó Ed lại quyết định phá hủy tàu tiếp tế Sea Dragon. Tracy và Gordo cứu được lò phản ứng khỏi bị tan chảy nhưng lại không thể sống sót sau khi tiếp xúc với chân không. Người Liên Xô rời Jamestown. Ở Trái Đất, Liên Xô đang sử dụng Sergei để cố gắng lấy thông tin mật từ Margo. Trong cảnh quay cuối cùng, một người nào đó đang đi bộ trên bề mặt Sao Hỏa vào năm 1995. |                    |                             |                      |                                 |                     |

### Mùa 3 (2022)
| TT. tổng thể | TT. trong mùa phim | Tiêu đề                        | Đạo diễn        | Biên kịch                       | Ngày phát sóng gốc  |
| --- | ------------------ | ------------------------------ | --------------- | ------------------------------- | ------------------- |
| 21 | 1                  | "Sao Bắc Cực"                  | Sarah Boyd      | Matt Wolpert & Ben Nedivi       | 10 tháng 6 năm 2022 |
| Lúc này là năm 1992. Karen và Ed đã ly hôn, và cô đang thành lập một khách sạn không gian trên quỹ đạo mang tên Polaris cùng với Sam Cleveland. Ed và Danielle đang tham dự đám cưới của Danny trên Polaris cùng vợ/chồng mới của mình. Trong khi đó, Ellen (hiện là thượng nghị sĩ) đang tranh cử tổng thống dưới tư cách là ứng viên của Đảng Cộng hòa với đối thủ Bill Clinton. Cuộc đua vào vũ trụ vẫn tiếp tục, và đích đến lần này là Sao Hỏa. Molly, hiện đã bị mù hoàn toàn, phụ trách chương trình phi hành gia và phải lựa chọn giữa Ed hoặc Danielle để dẫn đầu chuyến thám hiểm Sao Hỏa. Margo là người đứng đầu NASA và cô cùng Sergei bí mật giúp đỡ lẫn nhau trong các chương trình không gian. Tuy nhiên, Margo không hề hay biết việc Sergei nhận lệnh từ cấp trên để khai thác thông tin. Aleida đang nghiên cứu động cơ tên lửa mới cho sứ mệnh Sao Hỏa và được Margo thông báo rằng cô sẽ lên Mặt Trăng để quan sát sự phát triển của nó. Mảnh vỡ từ một tên lửa bị hỏng của Triều Tiên gây tổn hại cho bộ đẩy trên Polaris, khiến nó tăng tốc vòng quay và cuối cùng phá hủy khách sạn. Ed bị thương trong nỗ lực sơ tán sau đó, còn Sam thì chết trong một tai nạn, nhưng Danny đã cứu được Polaris sau khi thực hiện một chuyến đi bộ ngoài không gian để tắt bộ đẩy bị hỏng. |                    |                                |                 |                                 |                     |
| 22 | 2                  | "Người thay đổi cuộc chơi"     | Sarah Boyd      | David Weddle & Bradley Thompson | 17 tháng 6 năm 2022 |
| Karen bán lại Polaris cho Dev Ayesa, nhà sáng lập Helios Aerospace, để dùng trong sứ mệnh Sao Hoả thương mại của công ty. Tại NASA, Molly giao sứ mệnh Sao Hoả có người lái đầu tiên của họ cho Ed, với Danielle là chỉ huy dự phòng. Khi Karen thu dọn đồ đạc ở Polaris, Danny Stevens đến và thừa nhận anh vẫn còn yêu cô. Ellen công bố Thống đốc Jim Bragg, một nhân vật phản khoa học theo đạo Tin lành, là người tranh cử chức phó tổng thống dưới quyền mình. Việc Molly lựa chọn Ed khiến Margo tức giận, cô đã sa thải Molly ngay tại chỗ và bổ nhiệm Danielle thay thế. Ed khiến Danielle tức giận khi ám chỉ rằng cô chỉ nhận được công việc vì chủng tộc và giới tính của mình. Karen tới Helios để thuyết phục Dev rằng Ed nên là người dẫn đầu nhiệm vụ của họ. Dev đồng ý, anh còn đề nghị Karen một công việc và cô đã chấp nhận. Dev che mắt NASA bằng cách thông báo trực tiếp trên TV rằng Helios sẽ biến Polaris thành Phoenix để trở thành bên đầu tiên đến Sao Hỏa với Ed là chỉ huy sứ mệnh. |                    |                                |                 |                                 |                     |
| 23 | 3                  | "Tất tay"                      | Wendey Stanzler | Nichole Beattie                 | 24 tháng 6 năm 2022 |
| Kelly trở về từ Nam Cực, cô hỏi Danielle về vị trí nhà sinh vật học trong phi hành đoàn của NASA và nhận được lời đồng ý. Karen mời Aleida làm việc tại Helios, nhưng cô từ chối và trở thành giám điều hành bay của NASA. Bill Strausser gia nhập Helios với tư cách giám đốc điều hành bay. Danny đi uống rượu và bị bắt, khiến Danielle phải loại anh khỏi nhiệm vụ, nhưng Ed gọi điện và giao cho anh một vị trí trong Phoenix trước khi Danny buộc phải thừa nhận những rắc rối của mình với vợ là Amber. Sergei trở nên thân thiết hơn với Margo, nhưng buộc phải hỏi cô về thiết kế động cơ hạt nhân của NASA vì thiết kế của Liên Xô không hoạt động. Cô từ chối, nhưng các đặc vụ KGB lại đe dọa giết Sergei. Hai năm sau, Ellen hiện là Tổng thống Hoa Kỳ và cả ba sứ mệnh đều đồng thời khởi hành đến Sao Hỏa – Phoenix từ quỹ đạo Trái Đất, Sojourner 1 từ Jamestown và Mars-94 của Liên Xô từ Baykonur. |                    |                                |                 |                                 |                     |
| 24 | 4                  | "Thung lũng Hạnh phúc"         | Wendey Stanzler | Joe Menosky                     | 1 tháng 7 năm 2022  |
| Trong không gian, cả ba tàu vũ trụ đều hướng đến Sao Hỏa, với Phoenix đang dẫn trước khá xa. Sojourner 1 vượt qua hai tàu còn lại bằng cách triển khai buồm mặt trời. Ở Trái Đất, Dev tức giận và khẳng định điều quan trọng duy nhất chính là vị trí đầu tiên, anh gây áp lực buộc nhân viên của mình phải tìm cách để Phoenix đến Sao Hỏa trước. Trong khi Ellen đang thực hiện chuyến thăm NASA, người Liên Xô thực hiện một cuộc đốt cháy nguy hiểm để giành lại vị trí dẫn đầu khiến động cơ hạt nhân của họ bị tan chảy. Ed kiên quyết muốn giúp đỡ nhưng bị Dev phản đối. Dev khóa quyền điều khiển của con tàu khỏi phi hành đoàn, buộc NASA phải tiến hành cuộc giải cứu. Trong cuộc gặp, một bình nhiên liệu Mars-94 đốt cháy và bị đẩy về phía Sojourner. Hai phi hành gia NASA và một nhà du hành vũ trụ Liên Xô thiệt mạng khi Sojourner nỗ lực chuyển hướng. |                    |                                |                 |                                 |                     |
| 25 | 5                  | "Bảy phút kinh hoàng"          | Andrew Stanton  | Sabrina Almeida                 | 8 tháng 7 năm 2022  |
| Phi hành đoàn Sojourner và Mars-94 đưa thi thể những người đồng đội ra ngoài không gian. Sergei đang bị tra tấn trong nhà tù KGB, nhưng Margo đưa ông đến Houston để đổi lấy việc cung cấp cho Liên Xô một số tài nguyên sứ mệnh của Sojourner. Phoenix dỡ bỏ lệnh khóa điều khiển chuyến bay của Helios khiến Dev tức giận. Karen rời Helios do phẫn nộ việc từ chối cứu viện Mars-94. Aleida phát hiện động cơ của Liên Xô chính là bản sao động cơ của Mỹ. Danny biết được mật khẩu cho phép anh nghe tin nhắn video mà Karen và Ed đang gửi cho nhau. Phoenix đến Sao Hỏa, theo sau là Sojourner. Kelly và phi hành gia Alexei Poletov hôn nhau. Phoenix cố gắng hạ cánh một trong những chiếc tàu nhỏ của mình nhưng Ed đã hủy bỏ việc này do tầm nhìn kém. Danielle thành công đáp Sojourner xuống Sao Hỏa. Cô cùng chỉ huy Liên Xô là Kuznetsov vật lộn với nhau để trở thành người đầu tiên đặt chân lên Sao Hỏa khiến họ đồng thời ngã xuống bề mặt hành tinh này. |                    |                                |                 |                                 |                     |
| 26 | 6                  | "Eden mới"                     | Andrew Stanton  | Stephanie Shannon               | 15 tháng 7 năm 2022 |
| Người Liên Xô và người Mỹ chia sẻ căn cứ Thung lũng Hạnh phúc của Mỹ một cách không hề dễ chịu. Nhóm Helios đã đổ bộ và họ cũng có căn cứ riêng. Cú hạ cánh thô bạo khiến Sojourner 1 không thể tiếp tục bay, vì vậy cả ba phi hành đoàn sẽ quay trở lại Trái Đất trên Phoenix. Danny tự làm mình bị thương trong quá trình khoan và được cho uống Vicodin, sau đó anh bắt đầu ăn trộm nhiều loại thuốc giảm đau mạnh hơn. Margo yêu cầu quân đội Mỹ giúp Sergei đào tẩu. Karen tái gia nhập Helios với tư cách là giám đốc điều hành. Căng thẳng gia tăng khi phi hành gia người Mỹ Will Tyler tiết lộ trên một chương trình phát sóng rằng mình là người đồng tính, khiến Baranov lo lắng sẽ bị nhiễm HIV. Kelly và Alexei làm tình tại căn cứ Mỹ. Ellen lợi dụng câu chuyện của Will để ban hành sắc lệnh rằng không quân nhân Hoa Kỳ nào bị buộc phải tiết lộ xu hướng tính dục của mình. Liên Xô phát hiện ra nước ở dạng lỏng và họ thuê Helios để giúp khoan tìm trong khi vẫn giữ bí mật với NASA. Sergei mách Margo rằng họ đã tìm thấy nước trên sao Hỏa. Một đối tác của Larry tỏ ra thiếu thận trọng với phóng viên về mối quan hệ đồng giới của họ. |                    |                                |                 |                                 |                     |
| 27 | 7                  | "Hạ bệ"                        | Dan Liu         | Nichole Beattie                 | 22 tháng 7 năm 2022 |
| Đội ngũ Liên Xô ở Houston chuyển đến Helios và Sergei bị đưa trở về nước. Larry tuyên thệ về mối tình của mình với một phụ tá quốc hội, và nói với Ellen rằng Pam đã rời bỏ cô vì sự nghiệp của cô. Tại căn cứ Helios, các đội chuẩn bị khoan mặc cho Kelly khăng khăng rằng những mẫu lõi chưa được kiểm tra sự sống vi sinh vật đầy đủ. Vấn đề về thuốc của Danny ngày càng trầm trọng buộc Ed phải loại anh khỏi nhiệm vụ khoan. Aleida bắt đầu nghi ngờ Margo đã tiết lộ thiết kế động cơ cho Liên Xô. Jimmy giúp Sunny đánh cắp thẻ truy cập NASA, thứ mà cô và bạn bè lúc sau đã sử dụng để lấy đi bức tượng Gordo và Tracy. Ellen sau đó đến thăm Pam. Danny tắt liên lạc với đội khoan dẫn đến Ed cùng Isabel bị thương và vách đá phía trên căn cứ Helios sụp xuống. |                    |                                |                 |                                 |                     |
| 28 | 8                  | "Cát của thần Ares"            | Dan Liu         | Joe Menosky & Eric Phillips     | 29 tháng 7 năm 2022 |
| Alexei và Louisa Mueller đi bộ để trốn thoát đến Thung lũng Hạnh phúc. Ellen kể với Pam rằng cô chính là tình yêu của đời mình. Nick Colorado và Isabel Castillo đều đã chết. Ed cùng Danny mắc kẹt trong chốt gió của một chiếc Hab 1 bị chôn dưới lòng đất, và Ed nhận được tin tức không dễ chịu về Shane. Rover 1 của Thung lũng Hạnh phúc tìm thấy đèn hiệu của Hab 1. NASA, Helios và Liên Xô ở Houston phát triển một kế hoạch để tiếp cận Hab 1. Dev nảy ra ý tưởng sử dụng chất nổ trong một ống dung nham để dọn sạch đống đổ nát xung quanh Hab 1. Jimmy chất vấn Karen về Danny. Tyler và Baranov lắp đặt chất nổ, giải cứu thành công Ed và Danny. Alexei bị máu tụ dưới màng cứng và qua đời dù đã được truyền máu từ Kelly. Trong quá trình truyền máu, Mayakovsky nhận ra Kelly đang mang thai. |                    |                                |                 |                                 |                     |
| 29 | 9                  | "Về nhà"                       | Craig Zisk      | David Weddle & Bradley Thompson | 5 tháng 8 năm 2022  |
| Đã 5 tháng trôi qua, những người sống sót ở Thung lũng Hạnh phúc đang sửa chữa LSAM và chế tạo nhiên liệu để quay về Phoenix. Linh kiện điện tử ghép nối của MSAM bị hỏng, vì vậy Danielle và Kuznetsov phải lái xe 89 km để lấy một bo mạch tương thích từ tàu thăm dò của Triều Tiên. Aleida và Bill đồng ý rằng Margo có khả năng là người chịu trách nhiệm cho việc đưa bản thiết kế động cơ của NASA cho Liên Xô; Bill bị đưa đến FBI trước sự phẫn nộ của Aleida. Giữa những rắc rối tài chính ngày càng gia tăng, hội đồng quản trị của Helios quyết định Karen sẽ làm giám đốc điều hành thay cho Dev và bán lại Phoenix cho NASA. Để ngăn chặn cuộc khủng hoảng chính trị do Larry và việc luận tội gây ra, Ellen công khai mình là đồng tính nữ trong một buổi họp báo. Kelly đổ gục xuống do tiền sản giật. Danielle và Kuznetsov phát hiện một phi hành gia Triều Tiên có vũ khí đang đe doạ họ tại địa điểm của tàu thăm dò. |                    |                                |                 |                                 |                     |
| 30 | 10                 | "Người xa lạ ở vùng đất xa lạ" | Craig Zisk      | Matt Wolpert & Ben Nedivi       | 12 tháng 8 năm 2022 |
| Trong một đoạn hồi tưởng, khoang vũ trụ của Triều Tiên gặp tai nạn lúc hạ cánh trên Sao Hoả năm 1995, giết chết một thành viên phi hành đoàn và để lại Lee Jung-Gil trở thành người đầu tiên đặt chân lên hành tinh này trong tình trạng mắc kẹt và sắp hết đồ dự trữ. Anh cuối cùng được Danielle và Kuznetsov phát hiện rồi đưa về Thung lũng Hạnh phúc. Phó Tổng thống Bragg chất vấn Ellen, yêu cầu cô từ chức để tránh bị luận tội nhưng cô từ chối. Trong khi đó, Margo phải đối mặt với sự giám sát từ FBI. Chứng tiền sản giật của Kelly buộc cô phải nhanh chóng quay về Phoenix, nhưng việc này lại liên quan đến một chuyến đi bộ ngoài không gian đầy nguy hiểm. Câu chuyện còn thuật lại cảnh Sergei cùng gia đình đào ngũ sang Mỹ, và một vụ đánh bom tại Trung tâm vũ trụ Johnson do những người bạn của Jimmy chủ mưu gây ra cái chết của rất nhiều người, trong đó có cả Karen và Molly. Ed sống sót một cách thần kỳ sau khi hạ cánh trong MSAM, và Kelly hạ sinh đứa trẻ an toàn. Sau khi Danny thú nhận về vai trò của mình trong vụ tai nạn khoan, anh bị lưu đày ra khoang vũ trụ bỏ hoang của Triều Tiên. Câu chuyện kết thúc với việc Ellen được đoàn tụ với Pam, Molly được vinh danh vì sự dũng cảm với việc Trung tâm vũ trụ được đổi theo tên cô, Sergei thích nghi với cuộc sống mới ở vùng ngoại ô Hoa Kỳ, và một phân cảnh thoáng qua về Margo đang định cư ở Liên Xô năm 2003. |                    |                                |                 |                                 |                     |

### Mùa 4 (2023–24)
| TT. tổng thể | TT. trong mùa phim | Tiêu đề                  | Đạo diễn             | Biên kịch                                    | Ngày phát sóng gốc   |
| --- | ------------------ | ------------------------ | -------------------- | -------------------------------------------- | -------------------- |
| 31 | 1                  | "Công khai hoá"          | Lukas Ettlin         | Matt Wolpert & Ben Nedivi                    | 10 tháng 11 năm 2023 |
| Năm 2003, căn cứ trên Sao Hỏa đã phát triển đáng kể và sẵn sàng di chuyển một tiểu hành tinh vào quỹ đạo để khai thác bằng tàu vũ trụ do Ed Baldwin chỉ huy. Một tai nạn chết người xảy ra khiến nhiệm vụ bị hủy bỏ. Margo, hiện đang ở Liên Xô, có một cuộc sống buồn tẻ nhưng lại được hứa hẹn cho vị trí cố vấn về các hoạt động không gian. Khi biết tin về vụ tai nạn, bà cố gắng liên lạc với lãnh đạo chương trình không gian của Liên Xô nhưng bị từ chối. Kelly Baldwin sống ở Trái Đất cùng con trai, họ mong muốn Ed sẽ về nhà nhưng ông lại một lần nữa kéo dài thời gian ở trên Sao Hỏa. Aleida vẫn đang làm công việc điều khiển sứ mệnh và hay bị hoảng loạn do sang chấn từ vụ đánh bom Trung tâm vũ trụ Johnson. Công nhân giàn khoan dầu thất nghiệp Miles Dale nộp đơn xin một công việc trên Mặt Trăng, nhưng thời gian chờ đợi quá lâu so với nhu cầu tiền bạc nên anh đã tình nguyện đi trên Sao Hỏa. Trưởng quản lý mới của NASA đề nghị Danielle Poole quay trở lại Sao Hỏa với tư cách là chỉ huy sứ mệnh. Danielle chấp nhận và cùng Miles rời Trái Đất tới hành tinh đỏ trong khi Ed Baldwin bị run tay lúc nhìn vào những bức ảnh về sự nghiệp của mình. |                    |                          |                      |                                              |                      |
| 32 | 2                  | "Chúc một ngày tốt lành" | Lukas Ettlin         | David Weddle & Bradley Thompson              | 17 tháng 11 năm 2023 |
| Danielle và Miles đến Sao Hỏa với những cách chào đón rất khác nhau. Công việc ban đầu của Miles là làm việc với nhiên liệu đã bị trì hoãn do vụ tai nạn tiểu hành tinh, vì vậy anh được giao một nhiệm vụ khác là nhân viên sửa chữa môi trường. Nơi ở tập thể của Miles chật chội, nằm dưới lòng đất với hệ thống liên lạc băng thông thấp và đồ ăn tồi tệ. Lần trả lương đầu tiên khiến anh ngạc nhiên một cách khó chịu khi bị khấu trừ tất cả các nguồn cung cấp, khiến số tiền mang về nhà của anh bị cắt giảm xuống dưới mức lương so với trên Trái Đất. Danielle hỏi về các vấn đề liên lạc do sự cố vệ tinh gây ra, và Ed nói rằng Trái Đất đã bảo họ đợi một vệ tinh mới thay vì cố gắng sửa chữa; cô không nghe theo chỉ thị ấy. Kelly bị cắt kinh phí nghiên cứu và tình cờ gặp Aleida đang trải qua giai đoạn khó khăn. Sau một đêm uống rượu, họ quyết định đi tìm công ty tài trợ cho nghiên cứu. Với việc các thiết bị liên lạc trên Sao Hỏa đã được sửa chữa, hầu hết phi hành đoàn đều thích thú khi xem chương trình thể thao trực tiếp. Miles được giới thiệu về một quán bar kiêm chợ đen. Ở Liên Xô, Margo nhận thấy những thay đổi như TV thiếu đi tin tức, điện thoại không sử dụng được và người theo dõi cô biến mất. Cô hỏi về những gì đang xảy ra và được trả lời một cách ủ rũ rằng tất cả đều ổn. Cô nhìn thấy một quầy báo bị cảnh sát cưỡng bức đóng cửa và bị bắt đi khi đang cố gắng bảo vệ cho chủ sạp báo. |                    |                          |                      |                                              |                      |
| 33 | 3                  | "Tình thế bắt buộc"      | Dan Liu              | Andrew Black                                 | 22 tháng 11 năm 2023 |
| Miles sử dụng thẻ truy cập của mình để giúp đỡ những kẻ buôn bán chợ đen và kiếm về một khoản lợi nhuận kha khá. Trong khi giới lãnh đạo Liên Xô dao động, Margo ngày càng bị thẩm vấn gay gắt về việc bà là ai và làm thế nào bà có được một số điện thoại quan trọng. Kelly và Aleida giới thiệu dự án sinh học của họ cho nhiều công ty nhưng không thành công. Họ tìm đến Dev, cựu giám đốc điều hành của Helios. Anh ban đầu cũng từ chối họ nhưng sau đó lại tìm ra cách để giúp đỡ cả ba. Chứng tay run của Ed khiến anh không thể hoàn thành thao tác nhưng người đồng nghiệp của anh đã hỗ trợ. Khi Svetlana phàn nàn về cơn đau, Ed cho cô xem trang trại cần sa bất hợp pháp của mình trong nhà kính. Miles làm hỏng máy cất rượu tại quán bar trong khi cố gắng cải tiến nó, sau đó anh nảy ra một kế hoạch khó khăn để khắc phục liên quan đến người Triều Tiên. Sắp bị một trong những người Triều Tiên bắt gặp, Miles lại giới thiệu anh ta với những kẻ buôn bán chợ đen, và sau đó người Triều Tiên đưa ra một yêu cầu khó khăn. Sự tra tấn của Margo đột ngột kết thúc. Bà được chở đến một địa điểm trên con đường đóng băng nơi người đứng đầu mới của Roscosmos đề nghị bà làm việc ở đó. |                    |                          |                      |                                              |                      |
| 34 | 4                  | "Gia đình bị chia rẽ"    | Dan Liu              | Sabrina Almeida                              | 1 tháng 12 năm 2023  |
| Căng thẳng gia tăng ở Thung lũng Hạnh phúc do cuộc tranh giành quyền lực của Liên Xô trên Trái Đất. Svetlana làm bị thương một kỹ thuật viên có quan hệ tốt và Liên Xô yêu cầu đưa cô trở lại Trái Đất để hầu tòa. NASA và Danielle phản đối điều này, dấy lên căng thẳng giữa hai siêu cường. Miles gửi một viên đá Sao Hỏa về nhà cho con gái mình và được một người thợ kim hoàn trả 5.000 USD để mua nó. Vợ của Miles chỉ ra cơ hội kiếm tiền bằng đá Sao Hỏa, nhưng người buôn bán chợ đen không quan tâm vì cho rằng nó quá rủi ro. Miles đăng ký một bộ đồ du hành vũ trụ để tự mình thu thập đá nhưng lại rơi xuống khe núi trong tình trạng mắc kẹt và bị thương. Sam đến và giải cứu anh. Margo xem xét báo cáo tai nạn của Liên Xô về sự cố tiểu hành tinh và phát hiện ra rằng các bu lông do Roscosmos sản xuất không được chế tạo theo tiêu chuẩn phù hợp, điều mà người viết báo cáo biết nhưng không đề cập đến; anh ta bị KGB bắt đi. Ed đưa ra lời cầu xin cuối cùng để giữ Svetlana trên Sao Hỏa, nhưng một thỏa thuận đã được ký kết để cô có thể đối mặt với phiên tòa ở Ấn Độ thay vì Liên Xô. Ed dẫn cô đến chốt gió giữa một nhóm công nhân giận dữ. |                    |                          |                      |                                              |                      |
| 35 | 5                  | "Mức độ vừa phải"        | Sylvain White        | Jovan Robinson                               | 8 tháng 12 năm 2023  |
| Một tiểu hành tinh được phát hiện đang di chuyển từ Sao Mộc về phía Sao Hỏa. Các phép đo mật độ cho thấy nó có chứa rất nhiều kim loại, đặc biệt là iridium khiến tiểu hành tinh này trở nên giá trị đối với cả căn cứ và nhân loại. Tổng thống Gore tuyên bố mình đã phát hiện tiểu hành tinh, gây ra những phức tạp về ngoại giao và chính trị. Nhóm Sao Hỏa được giao nhiệm vụ với một lịch trình chặt chẽ để kéo tiểu hành tinh vào quỹ đạo Sao Hỏa. Miles đang thành công trong việc buôn lậu đá Sao Hỏa, nhưng đối tác của anh đã phát hiện ra sự việc. Dev quyết định đi đến Sao Hỏa, để lại Aleida điều hành Helios và đưa Kelly đi cùng để cô có thể huấn luyện phi hành đoàn của mình trên đường đi. Kelly suy nghĩ lại về việc ra đi, cô không muốn bỏ rơi con trai mình và yêu cầu được đưa cậu bé đi cùng. Dev đồng ý, một phần vì mẹ đã bỏ rơi anh. Trong một nhiệm vụ huấn luyện, một thành viên phi hành đoàn nhìn thấy cơn run của Ed Baldwin và báo cáo điều đó cho Danielle. Cô chất vấn ông về tình trạng bệnh tật. Trong lúc tranh cãi, cô đã loại ông khỏi chuyến bay cũng như tước đi chức vụ XO (sĩ quan điều hành). Một loạt đoạn hồi tưởng cho thấy những chuyến thăm của Danielle tới Danny đang bị lưu đày (từ phần 3) khi tình trạng của anh dần xấu đi cho đến khi tự kết liễu đời mình trên bề mặt Sao Hỏa. |                    |                          |                      |                                              |                      |
| 36 | 6                  | "Leningrad"              | Sylvain White        | Eric Phillips                                | 15 tháng 12 năm 2023 |
| Cuộc họp của nhóm Mars 7 bắt đầu ở Nga. Margo đang theo dõi họ và nhận ra Aleida trong số những người tham dự. Aleida mô tả chi phí khai thác tiểu hành tinh này là 2 nghìn tỷ USD và cho biết nó có thể đáng giá 20 nghìn tỷ USD. Trong cuộc thảo luận hậu trường có sự tham gia của Mỹ, Helios và Liên Xô, họ đã nảy ra ý tưởng đưa tiểu hành tinh đến Trái Đất thay vì Sao Hỏa. Margo đang giúp đỡ nhà đàm phán Liên Xô từ xa, nhưng cảm thấy thất vọng vì sự sắp xếp đó. Bà đề nghị làm việc trực tiếp với Aleida, dù điều này sẽ vạch trần sự đào tẩu của bà nhưng lại cho phép họ giải quyết vấn đề. Lúc đầu, Aleida rất vui khi biết Margo còn sống, nhưng sau đó tâm trạng của cô dần trở nên u ám khi nghe câu chuyện của bà. Trên Sao Hỏa, Ed chán nản vì không còn là XO. Ông đến quán bar lậu của Ilya và nói rằng mình đã biết về sự tồn tại của nó (và thị trường chợ đen). Miles thấy mình đã bị loại khỏi thị trường chợ đen nên đã chiếm đoạt nó với sự giúp đỡ của người Triều Tiên. Ed, vẫn còn là quản lý của Helios, sử dụng kiến thức của mình về việc thay đổi lương để kích động công nhân Sao Hỏa kêu gọi đình công. Cả hai hành tinh theo dõi Margo được giới thiệu với tư cách là người quản lý chương trình bắt giữ tiểu hành tinh của Liên Xô. |                    |                          |                      |                                              |                      |
| 37 | 7                  | "Vượt quá giới hạn"      | Maja Vrvilo          | Andrew Black                                 | 22 tháng 12 năm 2023 |
| Các cuộc đàm phán với lực lượng công nhân đã kéo dài 7 ngày và cả hai bên đều chán nản. Sau khi NASA và Roscosmos ra chỉ thị cho ban lãnh đạo không thuộc Helios khởi động lại việc sản xuất nhiên liệu, những người đình công đã phá hoại nỗ lực ấy. Margo được lệnh quay trở lại Mỹ (với quyền miễn trừ ngoại giao) để hoàn tất kế hoạch bắt giữ tiểu hành tinh. Aleida bị phục kích trong cuộc phỏng vấn về Margo và phản ứng mạnh mẽ. Dev, Kelly và Alex đến Sao Hỏa trong sự chào đón lẫn lộn. Đội chỉ huy buộc phải sáng tạo để thử khởi động lại quá trình sản xuất thuốc phóng, nhưng công việc sửa chữa không thành công đã gây ra một vụ nổ, một người thiệt mạng và một vài người bị thương nghiêm trọng. NASA cử phi hành đoàn là quân nhân lên Sao Hỏa để trấn áp căn cứ, trong khi Dev đưa ra một số nhượng bộ đối với công nhân, chia rẽ họ và kết thúc cuộc đình công. Aleida cố gắng thu hồi quyền miễn trừ ngoại giao của Margo, nhưng yêu cầu của cô bị từ chối và Margo đến Houston. Dev tiếp cận Ed để bày tỏ ý tưởng đánh cắp tiểu hành tinh. |                    |                          |                      |                                              |                      |
| 38 | 8                  | "Di sản"                 | Maja Vrvilo          | Bradley Thompson & David Weddle              | 29 tháng 12 năm 2023 |
| Sergei, hiện đang là giáo viên vật lý ở Mỹ, nhận được tin Margo còn sống và đang trở về nước. Chợ đen Sao Hỏa bị Palmer cho đóng cửa. Ed miễn cưỡng đồng ý chăm sóc Alex trong ba ngày khi Kelly đi đến miệng núi lửa Korolev cùng với đồng nghiệp, sau đó ông thuê một thành viên phi hành đoàn khác làm người trông trẻ. Dev tiết lộ một kế hoạch đầy tham vọng nhằm chuyển hướng hành trình của tiểu hành tinh tới Sao Hỏa bằng cách sử dụng hệ thống OpsCom mới do những người đình công còn lại xây dựng. Dev cố gắng đảm bảo vị trí của Sam trong nhiệm vụ để thay thế thiết bị phân biệt quan trọng nằm trong âm mưu đánh lạc hướng. Sergei tiếp cận Aleida để nói cho cô biết lý do tại sao Margo đào tẩu, và nhờ Aleida giúp mình nói chuyện với Margo. Khi thiết bị phân biệt vô tình bị đặt sai vị trí và cách duy nhất để tiếp cận nó là thông qua một lỗ thông hơi nhỏ, Ed đã nhờ Alex lấy lại nó do kích thước nhỏ bé của cậu. Aleida đưa cho Margo một mảnh giấy mã hóa mà bà đã dùng để gặp Sergei tại nhà hàng. Sergei cảnh báo bà đừng quay trở lại Liên Xô, còn nói rằng chủ của bà, hay người đứng đầu Roscosmos, đã dàn dựng tình bạn của họ nhiều năm trước để thỏa hiệp với bà nhằm hủy hoại cuộc sống của cả hai. |                    |                          |                      |                                              |                      |
| 39 | 9                  | "Brazil"                 | Sergio Mimica-Gezzan | David Weddle & Bradley Thompson & Kate Burns | 5 tháng 1 năm 2024   |
| Sam phá hỏng thiết bị phân biệt buộc Ranger phải thay thế nó. Điều này đã cho phép nhóm của Dev tiếp cận Ranger và có cơ hội đưa Goldilocks vào quỹ đạo Sao Hỏa thay vì Trái Đất. Lee cam kết sự hỗ trợ của Triều Tiên cho hoạt động này và hứa rằng sẽ không ai bị bắt. Một thiết bị gián điệp của Mỹ được tìm thấy trên mô-đun của Triều Tiên. Họ yêu cầu Poole mở một cuộc điều tra và vô tình tiết lộ Miles Dale là nghi phạm. Sergei, Aleida cùng Margo dùng chung bữa tối và thảo luận về kế hoạch đẩy nhanh lợi nhuận tài chính của Goldilocks. Khi Aleida và gia đình cô về phòng ngủ, Sergei đề nghị với Margo kế hoạch trốn sang Brazil và giúp đỡ chương trình không gian của họ. Những người đứng đầu NASA và Roscosmos phát hiện ra một số bộ phận dư thừa bị thất lạc, nhanh chóng buộc cả CIA và các đặc vụ KGB trên Thung lũng Hạnh phúc phải điều tra. Miles bị họ thẩm vấn một cách thô bạo. Ed tiết lộ với Kelly nỗi sợ hãi về việc nghỉ hưu, và Kelly hỏi về việc ông định làm với Dev. Chỉ huy Triều Tiên điều tra hệ thống OpsCom do nhóm của Dev xây dựng nhưng bị Lee đánh gục và bóp cổ. Sergei bị bắn và cái chết của ông được dàn dựng thành một vụ tự sát. |                    |                          |                      |                                              |                      |
| 40 | 10                 | "Cải cách"               | Sergio Mimica-Gezzan | Matt Wolpert & Ben Nedivi                    | 12 tháng 1 năm 2024  |
| Tất cả các bên đều đang chuẩn bị cho giai đoạn đốt cháy Goldilocks. Margo ngạc nhiên trước sự xuất hiện đột ngột của Irina tại Houston. Do không nhận được phản hồi từ Sergei, Aleida đi điều tra nơi ở của ông và biết được rằng ông đã qua đời. Margo suy sụp khi biết tin. Lúc sau, bà chất vấn Irina về cái chết của Sergei, nhưng lại kiềm chế do đang ở nơi đông người. Lực lượng an ninh Sao Hỏa được ủy quyền tìm kiếm hệ thống OpsCom giả mạo sau khi Miles khai ra địa điểm vì gia đình anh đã bị đe dọa, nhưng hầu hết những kẻ trộm đều trốn thoát được với sự giúp đỡ của Dev. Dù vậy, kế hoạch của họ đã bị bại lộ, một máy phân biệt an toàn được thay vào và quá trình đốt cháy bắt đầu. Tuy nhiên, những kẻ trộm đã thiết lập liên lạc với Sam và triển khai một kế hoạch dự phòng. Sam đi ra ngoài không gian để kích hoạt công tắc ghi đè, vật lộn với Palmer và kéo dài thời gian đốt cháy thành công. Aleida và Margo phá hoại thành công nỗ lực giành lại quyền kiểm soát của Houston, khiến tiểu hành tinh đi vào quỹ đạo Sao Hỏa. Margo tự thừa nhận toàn bộ hành động để bảo vệ Aleida. Miles được Ilya và người của ông giải thoát khỏi sự giam cầm, anh bắt đầu một cuộc bạo động chống lại lực lượng an ninh Sao Hỏa đang cố gắng đột kích khoang vũ trụ của Triều Tiên. Cả Ed và Dani đều cố gắng ngăn chặn bạo lực, nhưng Dani vô tình bị bắn sau khi một khẩu súng của Triều Tiên nổ trong cuộc ẩu đả, buộc tất cả các bên phải ngừng chiến đấu. Margo bị còng tay đưa ra khỏi phòng kiểm soát sứ mệnh, với đoạn độc thoại của bà với thẩm phán được phát ở phần kết. Irina bị Liên Xô điều tra và việc ngược đãi những người bị giam giữ trên Sao Hỏa đã gây xôn xao dư luận. Vợ của Lee đến Sao Hỏa cùng với nhiều người tị nạn Triều Tiên khác. Dani trở lại Trái Đất, cô được chào đón bởi gia đình và đứa cháu mới. Năm 2012, Dev từ miệng núi lửa Korolev nhìn lên Goldilocks, nơi hiện là địa điểm của hoạt động khai thác quy mô lớn có tên Trạm Kuznetsov. |                    |                          |                      |                                              |                      |

## Quá trình sản xuất

### Phát triển

Áp phích quảng cáo mùa một

Theo Ronald D. Moore, ý tưởng về chương trình xuất hiện trong một bữa trưa với cựu phi hành gia NASA Garrett Reisman khi họ thảo luận về khả năng xảy ra một lịch sử thay thế trong đó người Liên Xô lên Mặt Trăng trước người Mỹ. Ngày 15 tháng 2 năm 2017, có thông báo rằng Apple đã đặt hàng sản xuất cho mùa một. Series do Ronald D. Moore, Matt Wolpert, và Ben Nedivi sáng tạo. Maril Davis giữ vai trò điều hành sản xuất cùng với Moore, Wolpert và Nedivi. Các công ty sản xuất liên quan đến loạt phim bao gồm Sony Pictures Television và Tall Ship Productions. Ngày 15 tháng 8 năm 2018, loạt phim chính thức mang tên gọi For All Mankind  (được phát hành chính thức ở Việt Nam với tên gọi Cuộc chiến không gian). Mùa thứ hai bắt đầu được sản xuất vào tháng 9 năm 2019. Ngày 8 tháng 12 năm 2020, trước khi phát sóng mùa hai, Apple TV+ đã bắt đầu sản xuất mùa thứ ba. Ngày 22 tháng 7 năm 2022, mùa thứ tư bắt đầu được sản xuất.

### Tuyển chọn
Tháng 8 năm 2018, truyền thông đưa tin Joel Kinnaman, Michael Dorman, Sarah Jones, Shantel VanSanten, và Wrenn Schmidt đã được tuyển chọn cho các vai chính và các diễn viên Eric Ladin, Arturo Del Puerto, và Rebecca Wisocky sẽ xuất hiện với tần suất định kỳ. Tháng 10 năm 2018, Jodi Balfour tham gia series với một vai chính.
Tháng 11 năm 2020, Cynthy Wu, Coral Peña và Casey W. Johnson được chọn vào các vai chính cho mùa hai. Ngoài ra, Krys Marshall và Sonya Walger   cũng được nâng lên dàn diễn viên chính cho mùa này. Tháng 12 năm 2020, Michaela Conlin tham gia loạt phim với vai phụ cho mùa thứ hai. Tháng 6 năm 2021, Edi Gathegi gia nhập mùa ba như một trong những nhân vật chính. Đối với mùa bốn, Daniel Stern, Toby Kebbell, Tyner Rushing và Svetlana Efremova đã được tuyển chọn.

### Quay phim
Quá trình quay phim bắt đầu vào tháng 8 năm 2018 ở Los Angeles, California. Tháng 3 năm 2019, The New York Times đưa tin việc quay phim đã hoàn tất. Mùa hai khởi quay vào ngày 24 tháng 12 năm 2019. Ngày 17 tháng 8 năm 2020, việc sản xuất mùa hai bị tạm dừng do COVID-19, và chỉ còn hai tập cuối là chưa hoàn thành. Mùa ba bắt đầu quay vào ngày 25 tháng 2 năm 2021 và đóng máy vào giữa tháng 9. Mùa bốn được quay từ tháng 8 năm 2022 và hoàn tất vào tháng 1 năm 2023.

## Âm nhạc
Tất cả bài hát đều do Jeff Russo viết. Các bài của mùa 3 do Paul Doucette đồng sáng tác.

### Soundtrack gốc mùa 1
| STT | Nhan đề                          | Thời lượng |
| --- | -------------------------------- | ---------- |
| 1.  | "For All Mankind Main Title"     | 1:20       |
| 2.  | "For All Jazz-Kind"              | 4:02       |
| 3.  | "Race to the Moon (Piano Suite)" | 6:11       |
| 4.  | "Moon"                           | 0:39       |
| 5.  | "Heading for the Landing"        | 2:39       |
| 6.  | "Heroes"                         | 2:24       |
| 7.  | "Hurry to Watch"                 | 1:30       |
| 8.  | "Karen and Ed"                   | 1:26       |
| 9.  | "Water, Pt. 1"                   | 2:32       |
| 10. | "Moon Miss America"              | 3:42       |
| 11. | "Lower Molly"                    | 3:08       |
| 12. | "Water, Pt. 2"                   | 7:41       |
| 13. | "Questioned on Tape"             | 2:30       |
| 14. | "Ants"                           | 3:08       |
| 15. | "Armed Booster / Another Ship"   | 10:43      |
| 16. | "Lonely Research"                | 3:01       |
| 17. | "Ellen and Deke In Trouble"      | 3:02       |
| 18. | "Career Over / No Russians"      | 1:49       |
| 19. | "Landing"                        | 4:01       |
| 20. | "Smoke"                          | 2:29       |
| 21. | "Von Braun"                      | 2:19       |
| 22. | "Flight Director"                | 1:30       |
| 23. | "Lit Match"                      | 1:39       |
| 24. | "Command Module Cobb"            | 1:02       |
| 25. | "Tribunal"                       | 3:28       |
| 26. | "Woman on the Moon"              | 3:04       |

### Soundtrack gốc mùa 2
| STT | Nhan đề                           | Thời lượng |
| --- | --------------------------------- | ---------- |
| 1.  | "Sunrise Transition"              | 4:23       |
| 2.  | "Save Wubbo"                      | 6:59       |
| 3.  | "Molly and Ellen Leave Jamestown" | 2:35       |
| 4.  | "Shane's Old Room"                | 1:51       |
| 5.  | "Baldwin Fight Aftermath"         | 4:48       |
| 6.  | "Visiting the Ships"              | 2:01       |
| 7.  | "The Donut Run"                   | 3:29       |
| 8.  | "Margot Jazz Trio Part Deux"      | 3:26       |
| 9.  | "First Shot On the Moon"          | 3:39       |
| 10. | "Kelly Was a Heart Transplant"    | 2:37       |
| 11. | "Ed Rocks the Sim"                | 1:36       |
| 12. | "News of the Attack"              | 4:26       |
| 13. | "Dani and the Engineer"           | 6:43       |
| 14. | "Molly's Flight"                  | 1:36       |
| 15. | "Tracy and Gordo landing"         | 2:21       |
| 16. | "Reaching For the Case"           | 4:54       |
| 17. | "Russians!"                       | 5:07       |
| 18. | "Sea Dragon"                      | 4:17       |
| 19. | "Here We Go"                      | 1:51       |
| 20. | "Jamestown"                       | 5:56       |
| 21. | "The Run"                         | 5:11       |

### Soundtrack gốc mùa 3
| STT | Nhan đề             | Thời lượng |
| --- | ------------------- | ---------- |
| 1.  | "What We Can Build" | 3:17       |
| 2.  | "Extra Gravity"     | 3:28       |
| 3.  | "Thrusters Firing"  | 1:50       |
| 4.  | "Back in the Race"  | 2:42       |
| 5.  | "Margo and Sergei"  | 4:34       |
| 6.  | "Turning"           | 3:40       |
| 7.  | "Ellen's Return"    | 2:05       |
| 8.  | "Spaghetti Martian" | 3:22       |
| 9.  | "Messages"          | 3:09       |
| 10. | "Stranded"          | 2:22       |
| 11. | "Drilling"          | 2:48       |
| 12. | "Aleida's Wall"     | 2:55       |
| 13. | "Approaching Probe" | 2:15       |
| 14. | "Mars"              | 2:10       |
| 15. | "Libra"             | 4:34       |
| 16. | "Wreckage"          | 3:33       |

### Soundtrack gốc mùa 4
| STT | Nhan đề                  | Thời lượng |
| --- | ------------------------ | ---------- |
| 1.  | "Montage"                | 3:25       |
| 2.  | "Mars Colony"            | 1:33       |
| 3.  | "Bullfinch"              | 1:58       |
| 4.  | "Riot"                   | 3:25       |
| 5.  | "Eavesdropping"          | 2:40       |
| 6.  | "Powdered Milk"          | 1:25       |
| 7.  | "Changes Course"         | 3:02       |
| 8.  | "Docking Procedure test" | 1:55       |
| 9.  | "Discriminator Install"  | 3:56       |
| 10. | "Floating Conflict"      | 5:20       |

## Phát hành
Mùa thứ nhất của Cuộc chiến không gian được phát sóng trên Apple TV+ vào ngày 1 tháng 11 năm 2019, bao gồm 10 tập, phát hành tập mới mỗi tuần cho đến ngày 23 tháng 4 năm 2021. Mùa thứ hai phát hành ngày 19 tháng 2 năm 2021, bao gồm 10 tập, phát hành tập mới mỗi tuần cho đến ngày 23 tháng 4 năm 2021. Mùa thứ ba phát hành ngày 10 tháng 6 năm 2022, bao gồm 10 tập, phát hành tập mới mỗi tuần cho đến ngày 12 tháng 8 năm 2022. Mùa thứ tư phát hành ngày 10 tháng 11 năm 2023, bao gồm 10 tập, phát hành tập mới mỗi tuần cho đến ngày 12 tháng 1 năm 2024.

### Quảng bá
Ngày 11 tháng 2 năm 2021, trước khi mùa hai phát sóng, Apple đã phát hành một ứng dụng thực tế tăng cường trên App Store với tên gọi For All Mankind: Time Capsule. Ứng dụng đưa người dùng đi qua khoảng cách kéo dài hàng thập kỷ giữa phần một và phần hai, cho thấy mối quan hệ giữa các phi hành gia Gordo và Tracy Stevens cũng như con trai của họ là Danny Stevens. Tại Lễ trao giải Nghệ thuật Sáng tạo Primetime lần thứ 73, For All Mankind: Time Capsule đã giành chiến thắng hạng mục Outstanding Innovation in Interactive Programming (Đổi mới nổi bật trong lập trình tương tác).
Đối với mùa hai, Apple phát hành một podcast với tựa đề For All Mankind: The Official Podcast, được sản xuất với sự hợp tác cùng At Will Media, phát hành tập mới mỗi hai tuần bắt đầu từ ngày 19 tháng 2 năm 2021. Krys Marshall, diễn viên thủ vai Danielle Poole, là người dẫn chương trình. Podcast giới thiệu về hình ảnh hậu trường và cuộc phỏng vấn với những nhà khoa học, cựu phi hành gia, dàn diễn viên cũng như đoàn làm phim Cuộc chiến không gian.
Đối với mùa ba, Apple phát hành loạt video đồng hành có tiêu đề The Science behind For All Mankind với từng tập tương ứng từ mùa này. Người dẫn chương trình là Wrenn Schmidt, diễn viên thủ vai Margo Madison, và những chủ đề khoa học xuất hiện trong loạt phim sẽ được cô giải thích cũng như phân tích đầy đủ.

## Đón nhận

### Phản hồi của nhà phê bình
| Mùa | Rotten Tomatoes    | Metacritic       |
| --- | ------------------ | ---------------- |
| 1   | 75% (56 đánh giá)  | 65 (22 đánh giá) |
| 2   | 100% (27 đánh giá) | 75 (7 đánh giá)  |
| 3   | 97% (35 đánh giá)  | 84 (15 đánh giá) |
| 4   | 100% (27 đánh giá) | 83 (11 đánh giá) |

Mùa đầu tiên của Cuộc chiến không gian nhận về phản hồi tương đối tích cực. Trên website chuyên tổng hợp kết quả đánh giá Rotten Tomatoes, mùa phim đạt 75% đồng thuận, với số điểm trung bình là 7/10 dựa trên 56 đánh giá. Website ghi lại sự nhất trí của các nhà phê bình như sau, "Mặc dù mùa phim hướng tới Mặt Trăng và rơi vào đâu đó trên quỹ đạo, nhưng tầm nhìn ấn tượng về lịch sử của Cuộc chiến không gian có khả năng thực sự thành công nếu tập trung vào những điều khiến nó trở nên khác biệt thay vì cứ an phận với những thứ giống nhau." Metacritic, sử dụng bình quân trọng số, cho số điểm 65 trên 100 dựa trên 22 lượt phê bình, cho thấy "các bài đánh giá nhìn chung là ý kiến tán thành".
Mùa thứ hai đạt 100% đồng thuận trên Rotten Tomatoes, với số điểm trung bình là 7,3/10 dựa trên 27 bài đánh giá. Sự nhất trí của các nhà phê bình được ghi lại như sau, "Chuyến bay thứ hai của Cuộc chiến không gian không phải là không có trục trặc, nhưng việc xây dựng nhân vật một cách thuyết phục và cảm giác ngạc nhiên mới mẻ đã đưa đến trải nghiệm hồi hộp khi xem." Trên Metacritic, phim có số điểm là 75 trên 100 dựa trên 7 phản hồi, cho thấy "các bài đánh giá nhìn chung là ý kiến tán thành".
Mùa thứ ba đạt 97% đồng thuận trên Rotten Tomatoes, với số điểm trung bình là 8/10 dựa trên 35 bài đánh giá. Các nhà phê bình nhất trí rằng, "Mùa thứ ba của Cuộc chiến không gian tiến xa tới tận Sao Hỏa trong khi vẫn duy trì sự tập trung ấm cúng vào dàn diễn viên chính ban đầu, mang đến chuyến phiêu lưu hoành tráng khác với một sự thân tình sâu sắc." Phim đạt 84 trên 100 điểm dựa trên 15 phản hồi trên Metacritic, cho thấy sự "hoan nghênh nhiệt liệt".
Mùa thứ tư đạt 100% đồng thuận trên Rotten Tomatoes, với số điểm trung bình là 8,8/10 dựa trên 27 bài đánh giá. Lời nhận xét được ghi trên website như sau, "Houston, không có vấn đề gì ở đây – Mùa thứ tư của Cuộc chiến không gian tập trung vào những gì loạt phim làm tốt nhất và tiến lên phía trước với một lịch sử xét lại kích thích sự tư duy." Tại Metacritic, phim có số điểm là 83 trên 100 dựa trên 11 bài đánh giá, cho thấy sự "hoan nghênh nhiệt liệt".

### Giải thưởng
| Năm  | Lễ trao giải                                     | Hạng mục                                                                                      | Tác phẩm / nhân vật được đề cử                                       | Kết quả      | Nguồn  |
| ---- | ------------------------------------------------ | --------------------------------------------------------------------------------------------- | -------------------------------------------------------------------- | ------------ | ------ |
| 2019 | Giải thưởng IGN                                  | Best New TV Series                                                                            | Cuộc chiến không gian                                                | Đề cử        | [ 53 ] |
| 2021 | Giải Nghệ thuật Sáng tạo Primetime               | Outstanding Innovation in Interactive Programming                                             | Cuộc chiến không gian                                                | Đoạt giải    | [ 54 ] |
| 2021 | Giải Sao Thổ                                     | Phim truyền hình kỳ ảo hay nhất                                                               | Cuộc chiến không gian                                                | Đoạt giải    | [ 55 ] |
| 2021 | Giải TCA                                         | Thành tựu xuất sắc trong lĩnh vực phim truyền hình                                            | Cuộc chiến không gian                                                | Đề cử        | [ 56 ] |
| 2022 | Giải Critics' Choice Television                  | Phim truyền hình hay nhất                                                                     | Cuộc chiến không gian                                                | Đề cử        | [ 57 ] |
| 2022 | Giải Golden Reel                                 | Outstanding Achievement in Sound Editing – Series 1 Hour – Comedy or Drama – Dialogue and ADR | Vince Balunas (cho tập "Chúc sức khỏe")                              | Đề cử        | [ 58 ] |
| 2022 | Giải Hugo                                        | Best Dramatic Presentation (Short Form)                                                       | Matt Wolpert, Ben Nedivi và Sergio Mimica-Gezzan (cho tập "Sự u ám") | Đề cử        | [ 59 ] |
| 2022 | Giải thưởng của Hiệp hội các nhà sản xuất Hoa Kỳ | PGA Innovation Award                                                                          | For All Mankind: Time Capsule                                        | Đoạt giải    | [ 60 ] |
| 2022 | Giải Sao Thổ                                     | Best Science Fiction Series (Streaming)                                                       | Cuộc chiến không gian                                                | Đề cử        | [ 61 ] |
| 2022 | Giải Sao Thổ                                     | Best Supporting Actor in a Streaming Series                                                   | Joel Kinnaman                                                        | Đề cử        | [ 61 ] |
| 2023 | Giải Critics' Choice Super Awards                | Best Science Fiction/Fantasy Series                                                           | Cuộc chiến không gian                                                | Đề cử        | [ 62 ] |
| 2023 | Giải Astra TV Awards                             | Best Supporting Actor in a Streaming Drama Series                                             | Edi Gathegi                                                          | Đề cử        | [ 63 ] |
| 2023 | Giải Hugo                                        | Best Dramatic Presentation (Short Form)                                                       | Matt Wolpert và Ben Nedivi (cho tập "Người xa lạ ở vùng đất xa lạ")  | Đề cử        | [ 64 ] |
| 2024 | Giải thưởng Hiệp hội đạo diễn nghệ thuật         | Excellence in Production Design for a One-Hour Fantasy Single-Camera Series                   | Seth Reed (cho tập "Tình thế bắt buộc")                              | Chưa công bố | [ 65 ] |
| 2024 | Giải Nghệ thuật Sáng tạo Primetime               | Outstanding Emerging Media Program                                                            | Trải nghiệm của mùa 3 Cuộc chiến không gian                          | Đoạt giải    | [ 66 ] |